# Tamaz Stepania-stadion

Tamaz Stepania-stadion är en stadion i staden Bolnisi, Georgien. Stadion används främst för fotboll och hemmaklubben FC Sioni Bolnisis hemmamatcher. Stadion har en kapacitet på 3 000 åskådare.